# Märratjärnen (Orsa socken, Dalarna)
Märratjärnen är en sjö i Orsa kommun i Dalarna och ingår i Dalälvens huvudavrinningsområde.